# أوكهانغر (تشيشير)
أوكهانغر (بالإنجليزية: Oakhanger, Cheshire)‏ هي قرية تقع في المملكة المتحدة في شمال غرب إنجلترا.